# Артемизинин
Артемизинин и его полусинтетические производные — это группа препаратов, которые обладают наиболее быстрым действием среди всех существующих в настоящее время лекарств против тропической малярии, вызванной паразитом Plasmodium falciparum. Этот препарат был открыт в 1972 году китайским фармакологом Ту Юю, получившей за это открытие в 2015 году половину Нобелевской премии по медицине и физиологии. Использование лекарств, содержащих производные артемизинина (артемизинин-комбинированные препараты), в настоящее время является стандартом лечения тропической малярии во всем мире. Артемизинин выделяют из полыни однолетней (Artemisia annua), используемой в традиционной китайской медицине. Соединение-предшественник может быть получено с использованием генетически модифицированных дрожжей.

## История открытия
Ту Юю открыла артемизинин, работая в рамках китайского секретного Проекта 523, нацеленного на поиск лекарства от малярии для помощи северным вьетнамцам во главе с Хо Ши Мином во время войны во Вьетнаме. Ту Юю работала в Академии народной медицины и поэтому сконцентрировалась на поиске и проверке народных средств борьбы с малярией. Коллектив под её руководством проанализировал около 2000 рецептов, на основе 640 выбранных из них предписаний они изготовили 380 экстрактов, которые проверяли на животных. Так в 1971 году был найден один из них, артемизинин, имеющий хорошие противомалярийные показатели. Он изготавливался из полыни однолетней (Artemisia annua) по рецепту из третьей части книги Гэ Хуна «Чжоухоу бэйцзифан» («Предписания для неотложной помощи»), относящейся к 340 году н. э. В 1973 году группа Ту Юю синтезировала производные: артеметер, артесунат и дигидроартемизинин, который, как оказалось позднее, был более эффективен, чем артемизинин в его первоначальном виде.

## Описание
С точки зрения химии артемизинин — это сесквитерпеновый лактон, содержащий необычный пероксидный мостик. Этот пероксидный мостик считается ответственным за механизм действия препарата. Известно очень немного других природных соединений с таким пероксидным мостиком. Наиболее известные производные артемизинина, обладающие ещё большей активностью, чем исходный артемизинин — это дигидроартемизинин, артеметер (жирорастворимый метиловый эфир артемизинина) и артесунат (водорастворимый гемисукцинат дигидроартемизинина).
Артемизинин и его эндопероксидные производные используются для лечения малярии, но их низкая биологическая усваиваемость, плохие фармакокинетические характеристики и высокая стоимость препаратов стали основными препятствиями для их использования в качестве монотерапии. Использование препарата в качестве монотерапии не одобряется Всемирной организации здравоохранения, поскольку есть признаки того, что у малярийных паразитов развивается устойчивость к этому препарату. Применение артемизинина или его производных в комбинации с другими противомалярийными препаратами является намного более предпочтительным методом лечения малярии, поскольку оно более эффективно и легче переносится пациентами. Препарат все чаще используется и при лечении трехдневной малярии, вызванной паразитом Plasmodium vivax. Также ведутся исследования по использованию этого препарата для лечения рака.

## Неосложнённая малярия
Артемизинины могут быть использованы в качестве монотерапии, но это приводит к высокой вероятности рецидива заболевания, и для того чтобы очистить организм от всех паразитов и не допустить повторения заболевания, необходимы другие препараты. Всемирная организация здравоохранения (ВОЗ) оказывает давление на производителей лекарств, запрещая им выпускать некомбинированные препараты артемизинина для широкого потребления, понимая, что если у малярийного паразита разовьётся устойчивость к артемизинину и его производным, то это приведёт к катастрофе.
ВОЗ рекомендует использовать комбинированные c артемизинином препараты в качестве приоритетной терапии при лечении тропической малярии во всём мире. Комбинации препаратов являются более эффективными, потому что их компонент артемизинин убивает большинство паразитов в начале лечения, в то время как второй, более медленно выводящийся из организма компонент препарата убивает оставшихся паразитов.
В настоящий момент доступны несколько лекарственных препаратов, содержащих в себе кроме артемизинина и второй компонент, который имеет длительный период полувыведения, например мефлохин, люмефантрин, амодиахин, пиперахин и пиронаридин. Все чаще эти комбинации делаются с использованием стандарта GMP ввиду зачастую низкого качества некоторых продающихся в Африке и Юго-Восточной Азии артемизинин-содержащих препаратов.

## Осложнённая малярия
Артесунат, введённый внутривенно или внутримышечно, показал себя более эффективным, чем хинин в больших, случайных, контролируемых испытаниях как у взрослых, так и у детей. В результате этих испытаний выяснилось, что применение артесуната снижает смертность примерно на 30 % по сравнению с хинином. Причины этого различия заключаются в меньшем количестве случаев гипогликемии, более лёгком введении препарата и более быстром действии как против циркулирующих, так и изолированных паразитов. На данный момент артесунат рекомендован ВОЗ для лечения всех случаев осложнённой малярии. Эффективное лечение с применением артемизинин-комбинированных препаратов привело к снижению заболеваемости и смертности от малярии в течение двух лет примерно на 70 %.

## Лечение рака
Артемизинин проходит испытания в качестве лекарства для лечения рака. Артемизинин показал противоопухолевый эффект в экспериментальных моделях на гепатоцеллюлярной карциноме . Он имеет пероксидно-лактонную группу в своей структуре, и считается, что, когда пероксид вступает в контакт с высокими концентрациями железа (которые часто встречаются в раковых клетках), молекула становится нестабильной и образуются активные формы кислорода. Было показано, что происходит снижение ангиогенеза и экспрессия фактора роста эндотелия сосудов в некоторых культурах тканей. Последние фармакологические данные свидетельствуют о том, что дигидроартемизинин (производное артемизинина) способен поражать метастатические клетки меланомы человека в пробирке, вызывая митохондриальный апоптоз, что приводит к снижению железо-зависимой генерации цитотоксического окислительного стресса. Экспериментальные исследования по использованию артесуната (производное артемизинина) дали многообещающие результаты для лечения колоректального рака.

## Паразитические гельминты
В поисках новых противогельминтных средств для лечения шистосомоза в Китае было сделано открытие, связанное с тем, что артемизинин эффективен против шистосом, человеческих кровяных сосальщиков, которые являются второй наиболее распространённой паразитарной инфекцией после малярии. Артемизинин и все его производные эффективно действует на гельминтов. Позже было обнаружено, что артемизинины обладают широким спектром активности против многих видов трематод, в том числе Schistosoma japonicum, Schistosoma mansoni, Schistosoma haematobium, Clonorchis sinensis, Fasciola hepatica и Opisthorchis viverrini. В Кот-д’Ивуаре  и Китае были успешно проведены клинические испытания артемизинина на пациентах с шистосомозом.

## Побочные действия
Артемизинины, как правило, хорошо переносятся в дозах, используемых для лечения малярии. Побочные эффекты от препаратов артемизининового класса схожи с симптомами малярии: тошнота, рвота, анорексия, головокружение и лёгкие нарушения крови. Редким, но серьёзным побочным эффектом является аллергическая реакция. Уже сообщалось об одном случае значительного воспаления печени в связи с длительным использованием относительно высоких доз артемизинина..

## Устойчивость к артемизинину
Клинические данные относительно устойчивости к артемизинину впервые появились в 2008 году в юго-восточной Азии. Впоследствии они были подтверждены после детального изучения в западной Камбодже. В 2012 году сообщалось об устойчивости к артемизинину в соседнем Таиланде, а в 2014 году такие же данные появились в Камбодже, Вьетнаме, Лаосе, Мьянме и в юго-восточной Азии.

## Механизм действия
Большинство используемых сегодня артемизининов являются химически модифицированными формами биологически активного метаболита дигидроартемизинина, который является активным на стадии, когда паразит находится внутри красных кровяных клеток. Артемизинин оказывают своё действие на паразитов посредством образования свободных радикалов, за счёт наличия у артемизининов эндопероксидного мостика. Когда паразит, который вызывает малярию, заражает эритроцит, он потребляет гемоглобин в пределах своей пищеварительной вакуоли, и этот процесс вызывает оксидативный стресс. В первоначальной теории механизма действия железо непосредственно восстанавливает пероксидную связь артемизинина, генерируя высоко валентные виды оксида железа и в результате происходит целый каскад реакций, которые производят реактивные кислородные радикалы, повреждающие паразитов и приводящие к их смерти. Однако после широкого обсуждения этого механизма появились и другие гипотезы. Одним из вариантов является то, что артемизинин нарушает клеточные окислительно-восстановительные процессы. Артесунат эффективно ингибирует важный для паразита белок — мембранную глутатион S-трансферазу. Недавно был предложен свободно-радикальный механизм, в котором артемизинин активируется вследствие наличия железа в пищевой вакуоли, который, в свою очередь ингибирует кальциевый АТФ-фермент PfATP6 путём прекращения фосфорилирования и нуклеотидного связывания, приводя к потере функции АТФ-фермента PfATP6 паразита и его гибели.

## Дозировка
Производные артемизинина имеют период полувыведения порядка одного часа. Таким образом, они требуют по крайней мере многократного ежедневного введения препарата в течение нескольких дней. Например, одобренная ВОЗ доза для взрослых составляет по четыре таблетки артемизин-люмефантрина каждые 12 часов.

## Синтез

### Биосинтез в полыни однолетней
Биосинтез артемизинина в полыни однолетней (Artemisia annua) вероятнее всего происходит в две стадии: через биосинтез холестерина (мевалонатный путь) и циклизацию промежуточного метаболита — фарнезилдифосфата. Также возможен и немевалонатный путь биосинтеза артемизинина, в котором происходит образование пятиуглеродных молекул-предшественников, таких как изопентенилпирофосфат и диметилаллилпирофосфат, как это происходит в других системах биосинтеза сесквитерпенов. Пути, по которым происходит превращение артемизининола в артемизинин, остаются спорными. Они отличаются друг от друга в основном тем, когда именно происходит стадия восстановления. Но в каждом из них дигидроартемизининовая кислота выступает в качестве окончательного предшественника артемизинина. Дигидроартемизининовая кислота путём фото-окисления превращается в гидропероксид дигидроартемизининовой кислоты. Завершает процесс биосинтеза артемизинина расширение кольца через разрыв гидропероксида и второе окисление до пероксида с участием кислорода.